# 마법의 대륙
《마법의 대륙》은 서울대학교 항공우주공학과 출신의 김태환에 의해 개발된 게임 시리즈이다. 현재 김태환이 운영하는 1인 기업인 펭구리엔터테인먼트에서 서비스가 된다. 1997년 상용화가 된 게임 시리즈다.

## 마법의 대륙 1
머드게임이다. 원래 이름은 마법의 대륙이나, 이후 개발된 마법의대륙2와 구별하기 위해 현재는 마법의대륙1로 불린다. 무료로 운영되다가 1997년 8월 인포샵을 통해 상용화되었다. 현재는 시각장애인을 위한 사이트인 '넓은 마을'에서 시각장애인을 위한 서버가 운영되고 있다.

## 마법의 대륙 2
김태환이 미르소프트를 창립하고 팀장(창립자)를 맡으면서 개발하였다.

## 웹마법의대륙
김태환대표가 설립한 펭구리엔터테인먼트에서 개발하고 조아라를 통해 서비스한 웹 게임이다.